# Paul Graetz (Filmproduzent)

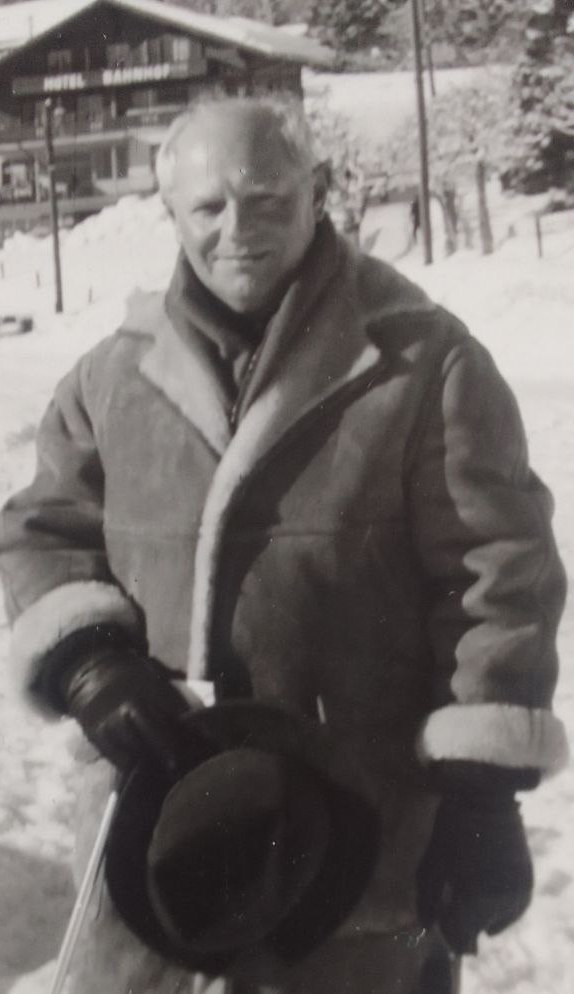
Paul Graetz

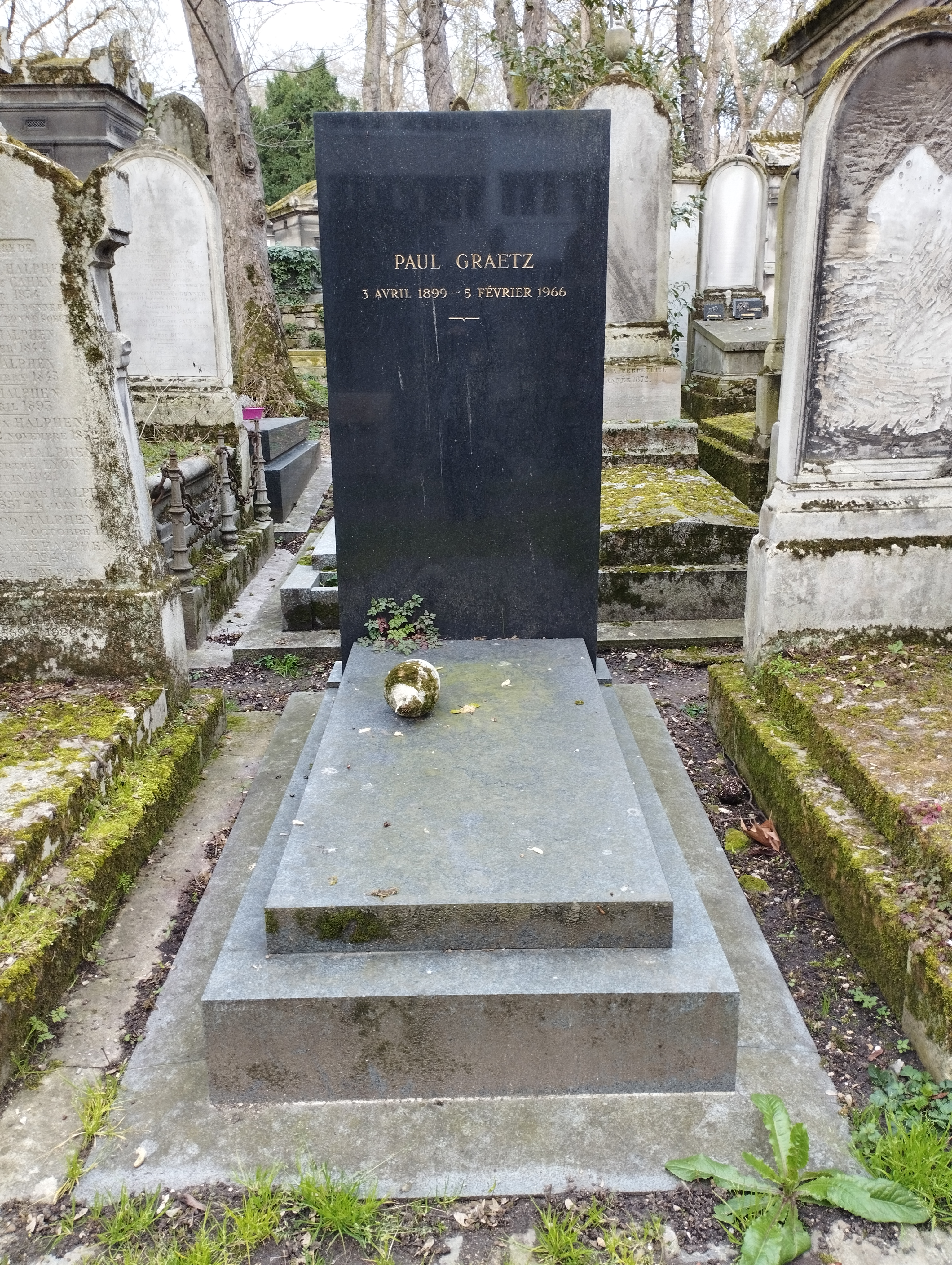
Grab von Paul Graetz auf dem Friedhof Père-Lachaise (Abteilung 7).

Paul Graetz (* 3. April 1899 in Leipzig, Deutschland; † 5. Februar 1966 in Neuilly-sur-Seine, Frankreich) war ein deutsch-amerikanischer Filmproduzent und Filmverleiher.

## Leben
Der gebürtige Leipziger hatte bis 1933 in führender Funktion bei der Berliner Produktionsfirma Terra Film gearbeitet und floh aufgrund seines jüdischen Glaubens in diesem Jahr vor den Nationalsozialisten nach Paris. Dort gründete er die Firmen Transcontinental Film und Paris Export Film und begann bald mit der Herstellung und im Rahmen seiner eigenen Gesellschaft A.F.E. auch mit dem Verleih von Filmen. In den folgenden fünf Jahren hatte Graetz bis kurz vor Kriegsausbruch 1939 immer mal wieder in den USA Filmkontakte geknüpft.
Kurz nach dem deutschen Sieg über Polen, als auch Frankreich nicht mehr vor der Wehrmacht sicher erschien, verließ Graetz von Rotterdam aus seine neue Heimat und erreichte am 26. Oktober 1939 die ihm sicherer erscheinenden Vereinigten Staaten, wo er seine Tätigkeit als Filmverleiher fortsetzte. Bei Kriegsende 1945 kehrte der seit dem 20. Juli 1944 naturalisierte US-Staatsbürger Paul Graetz nach Paris zurück und nahm im darauf folgenden Jahr seine Produzententätigkeit mit dem Gérard-Philipe-Filmklassiker „Teufel im Leib“ wieder auf. Der Wahl-Pariser produzierte nur äußerst sporadisch Filme und konzentrierte sich ganz auf gediegene Mainstreamunterhaltung. Seine letzte und zugleich ambitionierteste Arbeit war das stargespickte, fast drei Stunden lange Monumentalepos über die Befreiung der französischen Hauptstadt im Sommer 1944, „Brennt Paris?“. Die Uraufführung dieses Films erlebte Paul Graetz nicht mehr.

## Filmografie (komplett)
- 1937: Altitude 3200
- 1939: La charette fantôme
- 1940: Untel père et fils
- 1946: Stürmische Jugend / Teufel im Leib (Le diable au corps)
- 1950: Gott braucht Menschen (Dieu a besoin des hommes)
- 1951: Es geschah Punkt 11 (Roma ora 11)
- 1953: Liebling der Frauen (Knave of Hearts)
- 1955: Ein ganzes Leben (Les hommes en blanc)
- 1956: Das Gesetz der Straße (La loi des rues)
- 1957: Bitter war der Sieg (Bitter Victory)
- 1958: Mal diese – mal jene (Faibles femmes)
- 1960: Wenn das Leben lockt (La giornata balorda)
- 1961: Blick von der Brücke (Vu du pont)
- 1963: Gangster, Gold und flotte Mädchen (L'appartement des filles)
- 1965: Brennt Paris? (Paris brûle-t-il?)